# Criophthona finitima
Criophthona finitima là một loài bướm đêm trong họ Crambidae.